# 馬券予想会社
馬券予想会社（ばけんよそうがいしゃ）とは、競馬（おもに中央競馬が対象だが、地方競馬を対象とする会社も存在する）における勝馬投票券（馬券）の予想を提供する会社のことである。

## 解説
1965年（昭和40年）、中央競馬で現役騎手3人を巻き込んだ八百長事件（山岡事件）が起こった。この再発防止策として、日本中央競馬会（NCK。現・JRA）の外郭団体競馬共助会が発行し調教師や騎手らによる予想行為が行われていた専門紙『勝馬の栞』が廃刊となったほか、現役の騎手・調教師がテレビやラジオの競馬中継番組で予想や解説を行うことも禁じられた。

これに伴いNCKが開催する中央競馬のレース予想は外部のメディアが発行、ないしは提供するものに限定されることになり、予想情報を販売して営利を得ようとする会社が次々と勃興した。

昭和末期になると、既存専門紙で「神様」の異名を取っていた競馬評論家大川慶次郎がホースメン会議を立ち上げ、スポーツ新聞での広告展開により有名になった。近年は中央競馬における調教師の定年制導入、新規調教師免許試験の難易度アップなどの影響から、引退した騎手・調教師などが競馬評論家としての活動の傍ら、この種の会社に籍を置き予想行為に関わる例も増えている。
1990年代には会費制で会員を募るか、NTTの有料情報提供サービスダイヤルQ2を用い、電話やファクシミリで予想を提供する形態のところが多かったが、ダイヤルQ2のサービス終了とインターネットの普及に伴い、電子マネーやクレジットカードなどを決済手段に用い、ネット上で1レースごとに予想を販売するタイプの業者やユーチューバーも増加している。

## 悪徳業者
馬券予想会社は、情報の購入を希望する顧客の強い射幸心につけこむことで事業を成り立たせているため、広告の素材として過去の的中実績を利用することが多く見られるが、なかには実際には予想していないレースを的中したように装い会員を募集する会社がある。悪徳業者の中には出会い系サイトなどを運営している所も多く、以前にはパチンコ攻略詐欺なども行っていた業者も存在する。さらに悪質業者のバックには指定暴力団が付いていることも多く、事実上暴力団の資金源となっている。それ故に弁護士・司法書士といった法律家や信用調査会社、探偵業界、反ギャンブル団体、犯罪被害者支援団体などからは「この業界に真っ当な会社など皆無」という固定観念を持たれてしまっており、また社会全体として反社会的勢力との関わりを避けようとする風潮もあって、相談をしてもまともに取り合ってくれないことも多い。このことは正当に営業している数少ない業者にとって深刻な営業妨害になっている。

ちなみに、地方競馬全国協会（NAR）では、予想会社は場立ちの予想屋の営業を妨害する存在とみなしており、予想会社の代表者や役員が馬主登録することを認めていない。JRAにおいても、暴力団対策法1条または競馬の公正を害する恐れのいずれかに該当すると見なされた者については、馬主登録が出来ない。

なお、勝馬投票を含む公営ギャンブルに参加するための金銭は予想会社から情報を購入する費用も含め、すべて自己責任で調達・捻出しなければならない。ギャンブルによって多額の借金を抱え自己破産が必要になっても、裁判所にギャンブル依存を重度の精神疾患と認めてもらわない限り免責は基本なされない（破産法252条1項4号）。

### 詐欺広告の実際
悪徳競馬予想業者の常套パターンは次の通り。
1. スポーツ新聞や競馬専門雑誌など従来型マスコミ、ポイントサイト・お小遣いアプリなどのインターネット広告、あるいは電話や電子メールなどによる勧誘といった手段で、低額な入会金と偽装の高率な回収率、無料情報の提供などをエサに会員を勧誘する。その際、情報提供元として架空の競馬団体をでっち上げる[1]ことがある他、不的中により賭け金を失うリスクがある公営ギャンブルをまるで元本保証のある金融商品や、果ては「毎週が給料日」など労働行為であるかの如く宣伝する業者もある。
2. 入会した会員に数万円、あるいは数十万円以上の高額なコースを紹介する[2]。その際には「八百長レース」[3][2]や「出来レース」[2]があるなどと言葉巧みに勧誘する。理由を付けて追加料金を要求したり[2]、情報料を支払わせるために借金をさせたりクレジットカード現金化を指南する（この際に、大概の業者は、ファイナンシャルプランナーを名乗る人物を出し、国家資格を持っているという事で会員を安心させる）業者もある[2]。
3. 提供した情報が外れても情報料の返金に応じない。もしくは担当者らと連絡がつかなくなる[2]。
4. 会員がその会社をやめても名簿情報が予想会社間を回るので、ダイレクトメールが頻繁に来るようになる[4]。

自作自演の口コミサイトを運営したり、ネットの掲示板などに自分たちは正当な業者であるという錯覚を持たせるため、同業他社に対する嫌がらせを目的とした嘘の書き込みをするなどして、会員を誘導することも多い。

### 検証体制
このような悪徳業者の存在を排除する目的で、スポーツ新聞各社では広告掲載を希望する予想業者に対し、レース発走前に実際に予想を提出するよう要求し、本当に予想が的中しているかどうか検証するといった作業を行っている。予想の結果と広告の内容が乖離している場合には広告掲載を拒否することもある。ただしスポーツ新聞に提出している予想がすべて自社の会員に提供されている保証はないため、このような作業を行っていても、なかにはチェックをすり抜けてしまう悪徳業者も存在する。
さらにこれが雑誌やインターネットなどになると、そもそも上記のような検証が実施されていないところも多く、予想会社の広告のなかには真偽の怪しいものも存在している。

なお、虚偽や誇大広告についての苦情を受け付ける業界の自主規制団体日本広告審査機構 (JARO) でも、予想会社の広告についての苦情は取り扱っていない。このため、予想会社の広告は（前記のスポーツ紙に関するものをのぞき）外部の第三者の審査を受けないことから、事実上虚偽や誇大な広告が野放しになっており、JRAや監督官庁の農林水産省畜産局（旧・生産局）、また経済産業省（競輪・オートレース）や国土交通省（BOAT RACE）といった競馬以外の競技を監督する省庁、消費者庁や国民生活センターなど消費者保護政策を扱う他省庁系の機関も公営ギャンブル参加者に注意を呼び掛けることしかできない状況になっている。

一方で、2010年代に入ると中央競馬ではなく、ロト7・NUMBERSなど各種宝くじやBIG・MEGA BIGなどスポーツ振興くじに対象を変えて同様の詐欺行為を行う業者も多数見受けられるようになった。名簿情報なども共有しており、競馬詐欺被害者が再び被害に遭う可能性もある。